# Mister Pop
Mister Pop è il quinto album discografico del gruppo musicale The Clean pubblicato nel 2009 in Nuova Zelanda dalla Arch Hill Recordings, negli USA dalla Merge Records e in Europa dalla Morr Music.

## Track list
1. Loog – 3:44
2. Are You Really on Drugs? – 2:45
3. In the Dreamlife U Need a Rubber Soul – 3:27
4. Asleep in the Tunnel – 3:05
5. Back in the Day – 2:48
6. Moonjumper – 5:43
7. Factory Man – 2:23
8. Simple Fix – 3:54
9. Tensile – 3:29
10. All Those Notes – 2:55